# Hamvas-fürt borművészeti díj
A Hamvas-fürt borművészeti díj Kárpát-medencei borászok elismeréseképp jött létre 2005-ben, Budapesten.

## Célja
A Kárpát-medencei borászok elismerése.
A díj a borkedvelő közönség nagyrabecsülését fejezi ki azon borászok iránt, akik a Szent Korona örök tartományaiban művészi szintre emelték a bor készítését. Átadatik évente két alkalommal, a Szent Márton napi ünnepkörben. 

## Alapítók
Mihály Gábor szobrászművész és Molnár Pál újságíró.

## Leírás
Mihály Gábor Munkácsy-díjas és Kossuth-díjas szobrászművész által készített bronzkancsó, amely Hamvas Béla arcát formázza.

## A díjazottak

### 2005
- Gál Tibor (posztumusz), Eger
- Lőrincz György, Egerszalók

### 2006
- A Neszmélyi borvidék, átvette: Kamocsay Ákos és Szöllősi Mihály
- Bock József, Villány

### 2007
- A Gyöngyösi Hegyközség, átvette Nagy István hegyközségi elnök
- Székelyhídi borszer, Partium

### 2008
- Prímási Borrend, Esztergom, átvette Lomnici Zoltán alelnök[1]

- Szarka Gyula, Felvidék

### 2009
- Szeremley Huba, Badacsony

### 2010
- Kaló Imre, Bükkalja

### 2011
- Kőfalvi Ottóné, Hajós

### 2012
- Patricius Borház, Bodrogkisfalud

### 2013
- Rohály Gábor, Budapest[2]

### 2014
- Szepsy István, Mád[3]

### 2015
- Béres Szőlőbirtok és Pincészet, Erdőbénye[4]